# Ruellia schlechtendaliana
Ruellia schlechtendaliana är en akantusväxtart som beskrevs av William Botting Hemsley. Ruellia schlechtendaliana ingår i släktet Ruellia och familjen akantusväxter. Inga underarter finns listade i Catalogue of Life.